# فیلیپ جونز گریفیث
فیلیپ جونز گریفیث (انگلیسی: Philip Jones Griffiths; زاده ۱۸ فوریهٔ ۱۹۳۶ – درگذشته ۱۹ مارس ۲۰۰۸) عکاس جنگ، و روزنامه‌نگار اهل بریتانیا بود.
او از ۱۹۶۶ یکی از اعضای وابسته به آژانس عکس مگنوم بود و در ۱۹۷۱ به عضویت دائمی این آژانس درآمد. وی در ۱۹۷۳ جنگ «یام کیپور» (جنگ اعراب و اسراییل) را پوشش داد. فیلیپ همچنین در سال‌های ۱۹۷۳ تا ۱۹۷۵ در کامبوج به عکاسی مشغول بود و در سال ۱۹۷۷ آسیا را از مقر خود در تایلند پوشش می‌داد. او در سال ۱۹۸۰ به نیویورک رفت تا ریاست دوره‌ای آژانس عکس مگنوم را بر عهده بگیرد؛ پستی که پنج سال در کارنامهٔ حرفه‌ای او به ثبت رسید.

## زندگی‌نامه
فیلیپ جونز گریفیث عکاس جنگ در سال ۱۹۳۶ در بریتانیا به دنیا آمد. او همراه با دو برادر خود کودکی شادی را در منطقهٔ شمالی روستای ولز گذراند و در یک مدرسهٔ محلی درس خواند. فیلیپ بعدها بر حسب اتفاق – و نه علاقه یا توانایی- در شهر لیورپول به تحصیل رشتهٔ داروسازی مشغول شد و توانست برای اقامت و کار در یک مغازهٔ داروسازی به لندن برود. وی در کنار کار، نگاتیوهای عکس مشتریان را بررسی می‌کرد و از این طریق با فرایند عکاسی دستی آشنا شد و به حرفهٔ اصلی‌اش که در آینده آن را برگزید نزدیک گشت. او هم‌زمان با کارش در لندن به‌طور نیمه وقت برای «منچستر گاردین» کار می‌کرد و در سال ۱۹۶۱ به عنوان عکاس آزاد به عضویت لندن اوبزرور درآمد.
گریفیث بعدها یکی از مشتاق‌ترین و هوشیارترین عکاسان ضد جنگ شد. او جنگ الجزیره را در سال ۱۹۶۲ پوشش داد و بعد به جمهوری آفریقای مرکزی رفت. از آنجا به آسیا سفر کرد تا ویتنام را از ۱۹۶۶ تا ۱۹۷۱ عکاسی کند. در ۱۹۷۰ بار دیگر به ویتنام رفت و در بطن جنگ زندگی و عکاسی کرد؛ و خودش را در خطرهای زیادی انداخت تا در شرایط و موقعیت سربازان و غیرنظامی‌ها شریک شد. در سال ۱۹۷۱ گزارش‌هایش را با شرح عکس‌هایی تأثیرگذار که بر آن‌ها نوشت در کتابی با عنوان Vietnam Inc. جمع‌آوری کرد و به چاپ رساند. این کتاب به عنوان یکی از مفصل‌ترین مطالعاتی که بر روی یک درگیری جنگی انجام شده‌است، سند کاملی ست از فرهنگ مردم ویتنام که تحت حمله و فشار مهاجمین بودند. کتاب Vietnam Inc نقشی کلیدی و مؤثری در تغییر درک عمومی از درگیری آمریکایی‌ها در ویتنام داشت.
نوام چامسکی در وصف اثر گذاری این کتاب می‌گوید:
اگر همهٔ افراد در واشینگتن این کتاب را دیده و خوانده بود، ما دیگر جنگ‌های عراق و افغانستان را شاهد نبودیم.
هنری کارتیه برسون قهرمان و الگوی جونز گریفیث که در ۱۶ سالگی الهام بخش او بود در مورد وی نوشته‌است:
بعد از گویا هیچ‌کس نتوانست چون فیلیپ جونز گریفیث جنگ را به تصویر بکشد!.

## نگارخانه

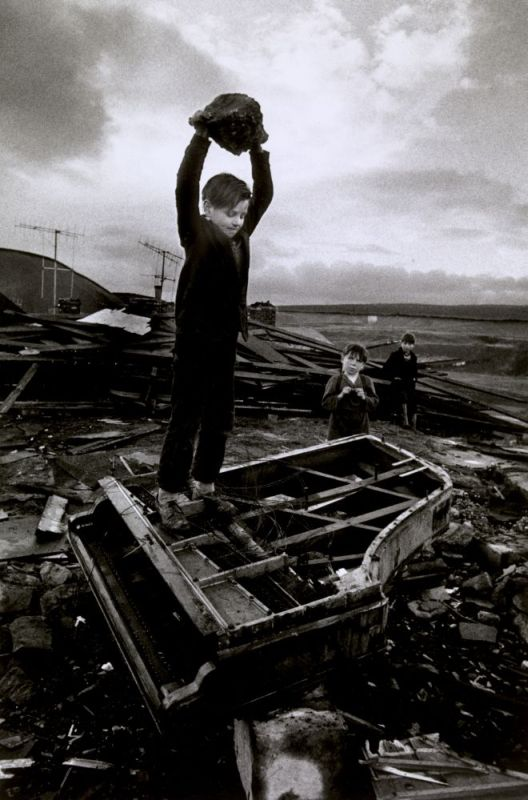
پسری که در پنت وای وین، جنوب ولز، در حال تخریب پیانو است، ۱۹۶۱.
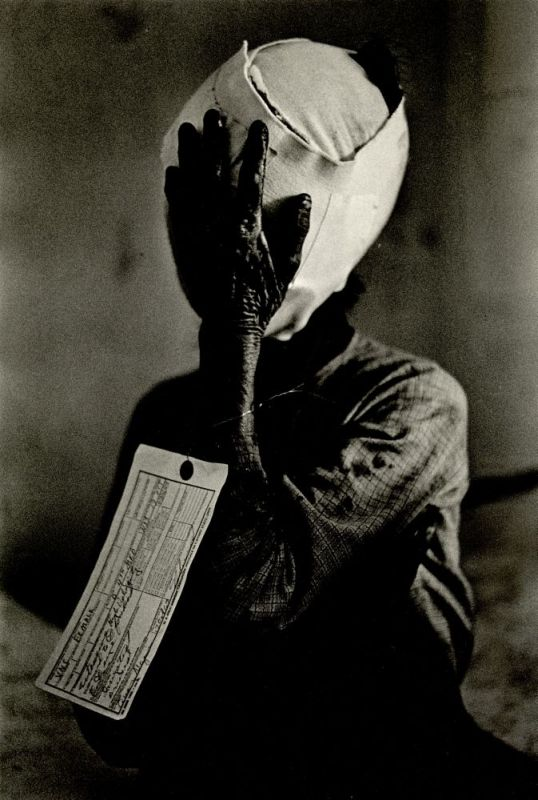
این زن با نام VNC (غیرنظامی ویتنامی) برچسب‌گذاری شد، ۱۹۶۷